# Terry Thomas (baloncestista)
Terry C. Thomas (Detroit, Míchigan, 20 de agosto de 1953-Hazel Park, Míchigan, 26 de octubre de 1998) fue un jugador de baloncesto estadounidense que disputó una temporada en la NBA. Con 2,03 metros de estatura, jugaba en la posición de ala-pívot.

## Trayectoria deportiva

### Universidad
Su trayectoria universitaria transcurrió en los Titans de la Universidad de Detroit Mercy.

### Profesional
Fue elegido en el puesto 151 del 1975 por Detroit Pistons, con los que jugó una temporada, disputando 28 partidos en los que promedió 2,8 puntos y 1,3 rebotes. Antes del comienzo de la temporada 1976-77 fue despedido.

## Estadísticas de su carrera en la NBA

### Temporada regular
| Temporada | Edad | Equipo          | Liga | P  | TIT | MIN | TC  | TCA | %TC  | 3P | 3PA | %3P | TL  | TLA | %TL  | R.OF. | R.DEF. | REB | ASIS | ROB | TAP | PER | FP  | PTS |
| 1975-76   | 22   | Detroit Pistons | NBA  | 28 |     | 4.9 | 1.0 | 2.3 | .431 |    |     |     | 0.8 | 1.0 | .724 | 0.5   | 0.8    | 1.3 | 0.1  | 0.1 | 0.1 |     | 0.8 | 2.8 |
| Total     |      |                 | NBA  | 28 |     | 4.9 | 1.0 | 2.3 | .431 |    |     |     | 0.8 | 1.0 | .724 | 0.5   | 0.8    | 1.3 | 0.1  | 0.1 | 0.1 |     | 0.8 | 2.8 |